# Бартелеми, Франсуа
Франсуа́ Бартелеми́ (фр. François Barthélemy, полное имя François-Marie, marquis de Barthélemy; 20 октября 1747 года, Обань — 3 апреля 1830 года, Париж) — французский дипломат и политический деятель, один из директоров Первой французской республики; племянник археолога Жан-Жака Бартелеми.

## Карьера
В 1795 году заключил Базельский мир.
В 1796 году — член директории, в 1797 году после переворота 18 фрюктидора арестован, сослан в Гвиану, бежал в Англию; возвращён Наполеоном после государственного переворота 18 брюмера (1799), тогда же сенатор, в 1814 году — президент сената, стоял за отречение Наполеона; за это при возвращении Бурбонов сделан пэром.
В 1819 году возбудил против себя ненависть проектом ограничения избирательного права в духе ультрароялистской партии.